# ای‌اس‌ای ۹۹۵۰
سیارک ۹۹۵۰ (به انگلیسی: 9950 ESA، نامگذاری:1990VB) نه هزار و نهصد و پنجاهمین سیارک کشف شده‌است که در ۸ نوامبر ۱۹۹۰ کشف شد.